# Turicimonas
Turicimonas es un género de bacterias gramnegativas de la familia Sutterellaceae. Actualmente sólo contiene una especie: Turicimonas muris. Fue descrita en el año 2017. Su etimología hace referencia a Turicum, el nombre romano de Zúrich, Alemania. El nombre de la especie hace referencia a ratón. Es anaerobia estricta. Tiene un tamaño de 1-2 μm de largo, y crece en forma individual. Temperatura de crecimiento de 37 °C. Tiene un contenido de G+C de 44%. Se ha aislado del intestino de un ratón en Suiza. 